# Missokülä
Missokülä is een plaats in de Estlandse gemeente Rõuge, provincie Võrumaa. De plaats heeft de status van dorp (Estisch: küla).
Tot in oktober 2017 lag Missokülä in de gemeente Misso. In die maand werd de gemeente Misso opgedeeld tussen de gemeenten Setomaa en Rõuge. Missokülä ging naar Rõuge.

## Bevolking
Het dorp had 30 inwoners op 31 december 2011 en 21 inwoners op 31 december 2021.

## Ligging
Het dorp ligt ten oosten van de vlek Misso. De Põhimaantee 7, de weg vanaf de Letse grens richting Pskov, en de rivier Pededze (Estisch: Pedetsi jõgi) komen door Missokülä.

## Geschiedenis
In Missokülä stond het landhuis van het landgoed Misso (Duits: Illingen). Het landgoed werd in het midden van de 19e eeuw afgesplitst van het landgoed van Vastseliina (Duits: Neuhausen). Het dorp is ouder en werd in 1820 onder de naam Misso voor het eerst als dorp genoemd. De naam Misso ging na 1923 over op de vlek Misso. In 1977 kreeg het dorp Missokülä officieel de naam Missoküla. In 1997 werd de naam Missokülä, naar de plaatselijke uitspraak (in het Võro).